# المتعجرفة والغنية
المتعجرفة والغنية (بالكورية: 청담국제고등학교)؛ هو مسلسل ويب كوري جنوبي، بطولة لي اون-سايم، ييري، لي جونغ-هيوك، يو جونغ-هو. عرض على منصة wavve في 31 مايو الى 28 يونيو 2023. عرض الموسم 2 في 3 يوليو الى 1 اغسطس 2025. وهو متاح بمختلف منصات البث العالمية مثل فيو، فيكي، نتفليكس دوليا.

## القصة

### الموسم 1
كيم هيي-أن طالبة في مدرسة ثانوية من خليفة فقيرة. أصبحت الشاهدة الوحيدة في قضية قتل طالبة في المدرسة الثانوية و بسبب هذا تم نقلها إلى مدرسة تشيونغدام الثانوية الدولية، و هي مدرسة ثانوية مرموقة للغاية. هناك تلتقي بايك جي نا ، المشتبه بها الرئيسي في قضية القتل التي شهدتها كيم هي-إن. بعد ذالك تنخرط الأخيرتان في صراع شرس ومعركة نفسية.

### الموسم 2
تظهر شخصية جديدة تحدث تغييرًا جذريًا، وستتكشف معركة ثانية أكثر شراسة. كان الموسم الأول مُركزًا حول الحرب بين الشريرتين، سيُصوّر الموسم الثاني قصة نمو تُدرك فيها هيه إن وجينا ما يجب عليهما حمايته.

## الطاقم
- لي اون-سايم في دور كيم هيي ان[5]
- ييري في دور بايك جي نا[5]
- لي جونغ هيوك في دور سيو دو ايون[5]
- يو جونغ هو في دور لي سو مانج[5]
- بارك سي وو في دور يول هي
- هان دا سول في دور أوه سي يون
- جانغ سونغ يون في دور كيم هاي-ين
- جانغ ديوك سو في دور بارك وو جين
- هيو هيون سيو في دور باي جا يونج
- كوون سي إيون في دور لي سيون جو

## الحلقات
| رقم | تاريخ الاصدار | المدة         | الفترة   |
| --- | ------------- | ------------- | -------- |
| 1   | 31 مايو 2023  | 30 ~ 35 دقيقة | الاربعاء |
| 2   | 31 مايو 2023  | 30 ~ 35 دقيقة | الاربعاء |
| 3   | 7 يونيو 2023  | 30 ~ 35 دقيقة | الاربعاء |
| 4   | 7 يونيو 2023  | 30 ~ 35 دقيقة | الاربعاء |
| 5   | 14 يونيو 2023 | 30 ~ 35 دقيقة | الاربعاء |
| 6   | 14 يونيو 2023 | 30 ~ 35 دقيقة | الاربعاء |
| 7   | 21 يونيو 2023 | 30 ~ 35 دقيقة | الاربعاء |
| 8   | 21 يونيو 2023 | 30 ~ 35 دقيقة | الاربعاء |
| 9   | 28 يونيو 2023 | 30 ~ 35 دقيقة | الاربعاء |
| 10  | 28 يونيو 2023 | 30 ~ 35 دقيقة | الاربعاء |

## الانتاج

### الموسم 2
وفقًا لتغطية صحيفة Sports Korea يوم 13، تم تأكيد إنتاج الموسم الثاني، وبدأ العمل على اختيار الممثلين. ومن المعروف أن معظم الممثلين الذين شاركوا في الموسم الأول يفكرون بشكل إيجابي في الظهور في الموسم الثاني. في 13 نوفمبر 2024 ، افادت وسائل الإعلام، من المقرر ان يبدا تصوير الموسم الثاني في ديسمبر، بهدف بثه في 2025. تمت القراءة الاولى للسيناريو في مايو 2025، ومن المقرر اصداره على مختلف المنصات المحلية والدولية في شهر يوليو.
سيكون الموسم 2 من اخراج إيم داي وونغ الذي عمل على المسلسل المدرسي قد حل الليل (2024)، بجانب بارك هيونغ وون الذي عمل على المسلسل المدرسي التقط واشعل (2024)، وكتابة كواك يونغ ايم، وهو كاتب لعدة مسلسلات يومية ومؤلف رواية الغموض لعام 2022 "مرحباً بكم في رويال تاون".

## روابط خارجية
- الموقع الرسمي
 (بالكورية)
- الكلبة والثرية على موقع IMDb (الإنجليزية)
- الكلبة والثرية على موقع نتفليكس (الإنجليزية)
- الكلبة والثرية على موقع قاعدة بيانات الفيلم (الإنجليزية)
- المتعجرفة والغنية على هانسينما